# Frido Frey
Frido Frey (26 ottobre 1921 – Ronkonkoma, 16 maggio 2000) è stato un cestista tedesco naturalizzato statunitense, professionista nella ABL e nella BAA.